# Чиж, Иван Михайлович
Ива́н Миха́йлович Чиж (род. 7 января 1949 года) — российский военный деятель, учёный-медик, генерал-полковник медицинской службы, доктор медицинских наук, профессор, член-корреспондент РАМН. Начальник Главного военно-медицинского управления Министерства обороны Российской Федерации (1993—2004), проректор Первого Московского государственного медицинского университета имени И. М. Сеченова.
Заслуженный врач Российской Федерации (1994), лауреат Государственной премии Российской Федерации (1997) и премии Правительства Российской Федерации.

## Биография
Родился 7 января 1949 года в селе Шилинок Брестской области Белорусской ССР.
Учился в Витебском медицинском институте, затем — Куйбышевском военно-медицинском факультете при КМИ.
Служил в Прикарпатском военном округе старшим врачом мотострелкового полка, затем — начальником медицинской службы мотострелковой дивизии. С 1981 года — начальник медслужбы армии в Прикарпатском военном округе, затем — в Группе советских войск в Германии.
В 1981 году с золотой медалью окончил факультет руководящего состава Военно-медицинской академии.
С 1986 года — заместитель начальника, а со следующего — начальник медицинской службы Туркестанского военного округа. Занимался организацией медицинского обеспечения 40-й общевойсковой армии в Афганистане.
С 1991 года — первый заместитель начальника Главного военно-медицинского управления Минобороны России.
21 октября 1993 года назначен начальником Главного военно-медицинского управления Минобороны России — начальником медицинской службы Вооружённых Сил Российской Федерации.
25 ноября 1994 года было присвоено воинское звание «генерал-полковник медицинской службы».
В 1996 году защитил докторскую диссертацию, с 1998 года — профессор по специальности «социальная гигиена и организация здравоохранения».
Осенью 2004 года уволен с военной службы по состоянию здоровья. В этом же году был избран членом-корреспондентом РАМН.
Стал автором более 170 научных трудов, среди которых монографии, вузовские учебники, учебно-методические пособия. Под его руководством было защищено 17 кандидатских и 12 докторских диссертаций.
До 2018 года занимал должность проректора Первого Московского государственного медицинского университета имени И. М. Сеченова, курировал вопросы воспитательной и внеучебной работы с обучающимися. С 2018 года является почетным советником ректора Первого Московского государственного медицинского университета имени И. М. Сеченова.

## Награды и звания
- Орден «За заслуги перед Отечеством» IV степени
- Орден «За военные заслуги»
- Орден «За службу Родине в Вооружённых Силах СССР» III степени
- Медаль «В память 850-летия Москвы»
- Юбилейная медаль «60 лет Вооружённых Сил СССР»
- Юбилейная медаль «70 лет Вооружённых Сил СССР»
- Медаль «За безупречную службу» I степени
- Медаль «За безупречную службу» II степени
- Медаль «За безупречную службу» III степени
- Государственная премия Российской Федерации (1997)
- Премия Правительства Российской Федерации (2 марта 2005)[3]
- Заслуженный врач Российской Федерации (1994)
- другие награды